# Bruchophagus seravschanicus
Bruchophagus seravschanicus is een vliesvleugelig insect uit de familie Eurytomidae. De wetenschappelijke naam is voor het eerst geldig gepubliceerd in 1972 door Zerova.